# Carlos Echeverri Cortés
Carlos Echeverri Cortés (Bogotá, 23 de junio de 1900 - Ibídem, 14 de marzo de 1974) fue un economista y diplomático colombiano, Embajador de Colombia en Perú y México y quinto Representante Permanente Interino de Colombia ante las Naciones Unidas.
Fue elegido Representante a la Cámara por Cundinamarca en 1941, siendo reelegido en 1943 y 1945. Siendo parlamentario firmó la carta del Directorio del Partido Conservador que rechazaba el involucramiento que dio el Gobierno de Alfonso López al conservatismo en el Golpe de Estado de 1944.
Fue Ministro de Correos y Telégrafos durante el gobierno de Laureano Gómez y Roberto Urdaneta, siendo entre marzo y julio de 1951 parte de la junta directiva de la Caja de Crédito Agrario en representación del Banco de la República.
Siendo embajador ante las Naciones Unidas, fue invitado a una reunión de empresarios estadounidenses con inversiones en Colombia, donde pronunció un discurso en el que acusó a "las manos criminales del comunismo internacional" de estar detrás del asesinato de Jorge Eliécer Gaitán.
Mientras servía como embajador en Perú se convirtió en enemigo del gobierno del presidente Manuel Arturo Odría Amoretti por otorgar asilo político al político Víctor Raúl Haya de la Torre el 3 de enero de 1949, acción que llevó a que el Gobierno de Perú impusiera un bloqueo militar alrededor de la embajada, acompañado de una campaña de acoso al personal de la embajada, esto debido a que Lima se negó a otorgar un salvoconducto para que Haya saliera del país y el embajador Echeverri se negó a entregarlo. Como consecuencia de esto, se apeló a cortes internacionales que determinaron, en el llamado Caso Haya de la Torre en 1950, que aunque Perú no tenía obligación de conceder el salvoconducto, tampoco Colombia tenía la obligación de entregar a Haya. Así, pasaron 5 años hasta que durante el Gobierno de Gustavo Rojas Pinilla, el 6 de abril de 1954, el gobierno peruano autorizara la salida hacia el exilio de Haya, cuando ya Echeverri había sido reemplazado por José Joaquín Gori.

## Condecoraciones
- Orden del Águila Azteca - Banda (1949)[4]